# University of the Pacific Men's Volleyball
La University of the Pacific Men's Volleyball è la squadra di pallavolo maschile appartenente alla University of the Pacific, avente sede a Stockton e militante nella NCAA Division I.

## Storia
University of the Pacific Men's Volleyball viene fondata nel 1993. Il programma viene fin dall'inizio affidato al coach Joe Wortmann. Nel corso degli anni i Tigers non riescono mai ad emergere nella conference della MPSF. Il miglior risultato del programma arriva nella stagione 2003, quando i Tigers si qualificano per la prima volta al Torneo MPSF, uscendo però di scena già ai quarti di finale, contro la University of Hawaii at Manoa.

## Allenatori
- 1993-: Joe Wortmann